# Всеукраинский съезд работниц и крестьянок
Всеукраинский съезд работниц и крестьянок 1920 года (укр. І Всеукраїнський з'їзд робітниць і селянок) — первый всеукраинский съезд женщин-работниц. Проходил с 3 по 8 ноября в городе Харьков.

## Ход работы и решения съезда
На съезд в Харьков — столицу Украинской ССР прибыло 1105 делегаток, среди которых 707 работниц, 366 крестьянок и 32 представительницы интеллигенции. По партийной принадлежности из состава делегатов было 454 коммунистки и 436 им сочувствующих, 211 беспартийных, а также 4 члена других партий.
Во время открытия съезда всем были розданы тексты речи Владимира Ильича Ленина от 19 ноября 1918 года с I Всероссийского съезда работниц и крестьянок и резолюции этого съезда. Делегатки рассмотрели вопросы:
1. Октябрьская революция и будущая мировая революция;
2. участие работниц и крестьянок в советском и партийном строительстве;
3. роль крестьянок в организации и деятельности комитетов бедноты;
4. помощь работниц и крестьянок Красной армии;
5. продовольственная политика и роль работниц и крестьянок в общественном и детском питании;
6. участие работниц и крестьянок в кооперативном строительстве;
7. охрана народного здоровья;
8. охрана материнства и детства;
9. социальное воспитание и борьба с неграмотностью;
10. рабоче-крестьянская инспекция;
11. охрана труда;
12. социальное обеспечение трудящихся.

С докладами на съезде выступили Николай Скрипник, Дмитрий Мануильский, деятели движения — Конкордия Самойлова, Клавдия Николаева и Варвара Мойрова.
- Конкордия Самойлова
- Клавдия Николаева

Единогласно принятые съездом резолюции призвали тружениц к участию в советском и хозяйственном строительстве, к вступлению в члены коммунистической партии, укреплению союза работниц и крестьянок.
Работе первого всеукраинского съезда женщин-работниц был посвящён первый номер журнала «Коммунарка».